# Radnice (Pavlov)
Radnice (jméno je v jednotném čísle, německy Radnitz) je vesnice, část obce Pavlov v okrese Šumperk. Nachází se asi 2 km na jih od Pavlova a přibližně 4,5 km jihozápadně od Loštic. V roce 2009 zde bylo evidováno 75 adres. V roce 2001 zde trvale žilo 87 obyvatel.
Radnice je také název katastrálního území o rozloze 3,55 km2.

## Název
Na vesnici bylo přeneseno jméno potoka Hradnice (dnes Radnička), jehož jméno bylo odvozeno od přídavného jména hradní. Bylo to pojmenování potoka tekoucího pod oberským hradiskem. Zjednodušení hláskové skupiny Hr- bylo běžné. Nářeční Rádnice je snad výsledek přiklonění k přídavnému jménu rád.

## Fotogalerie

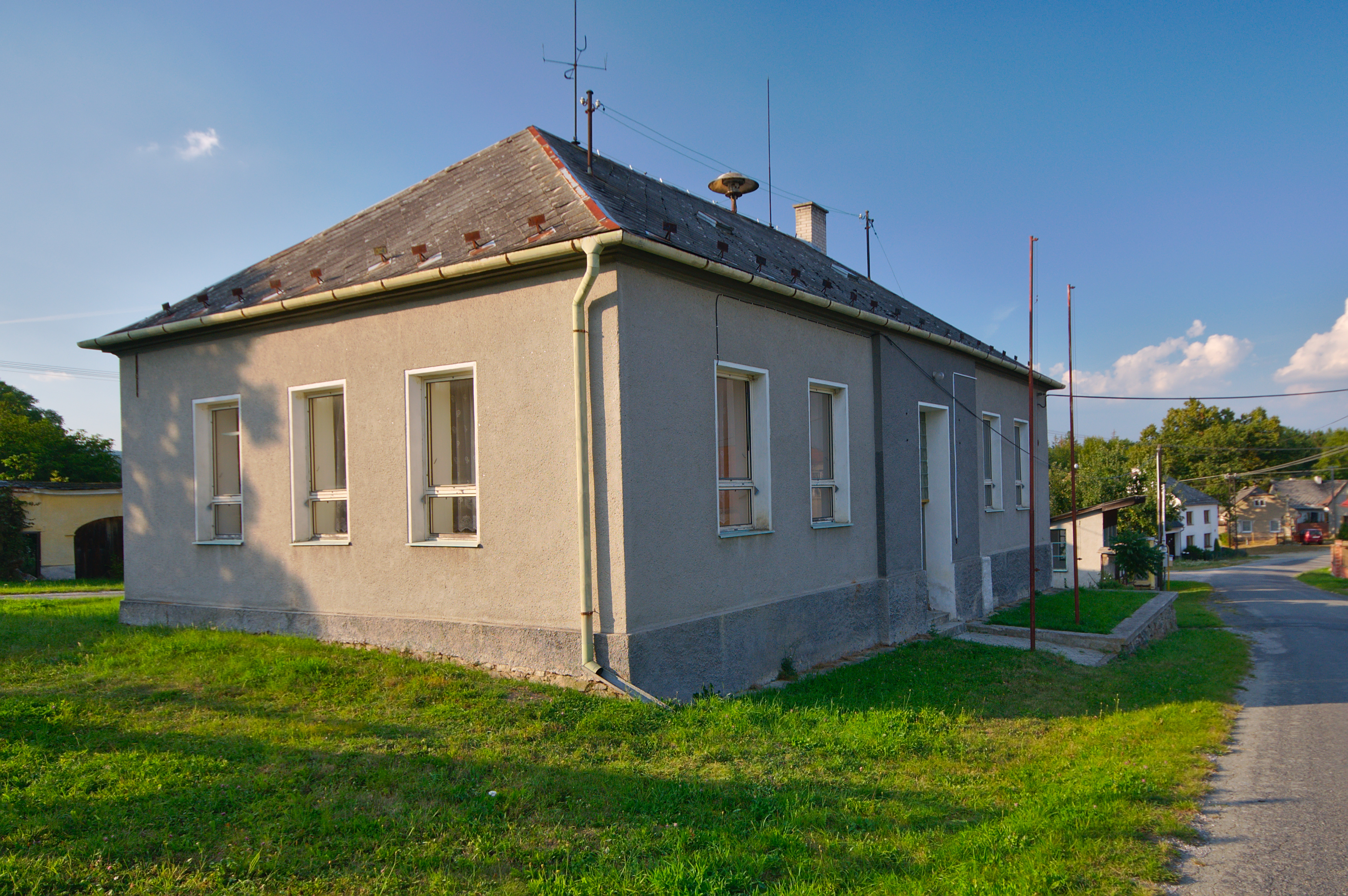
Bývalá škola
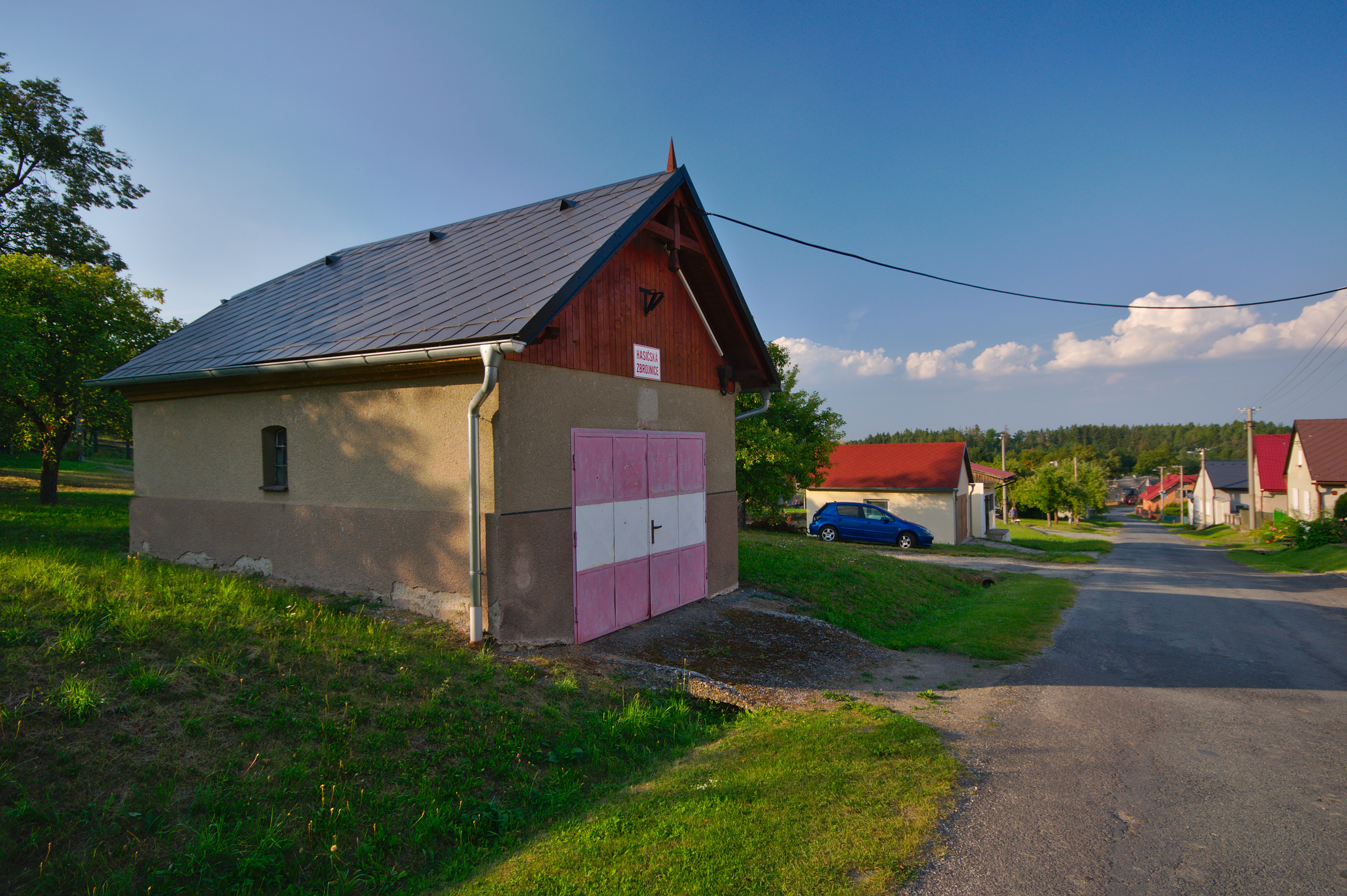
Hasičská zbrojnice
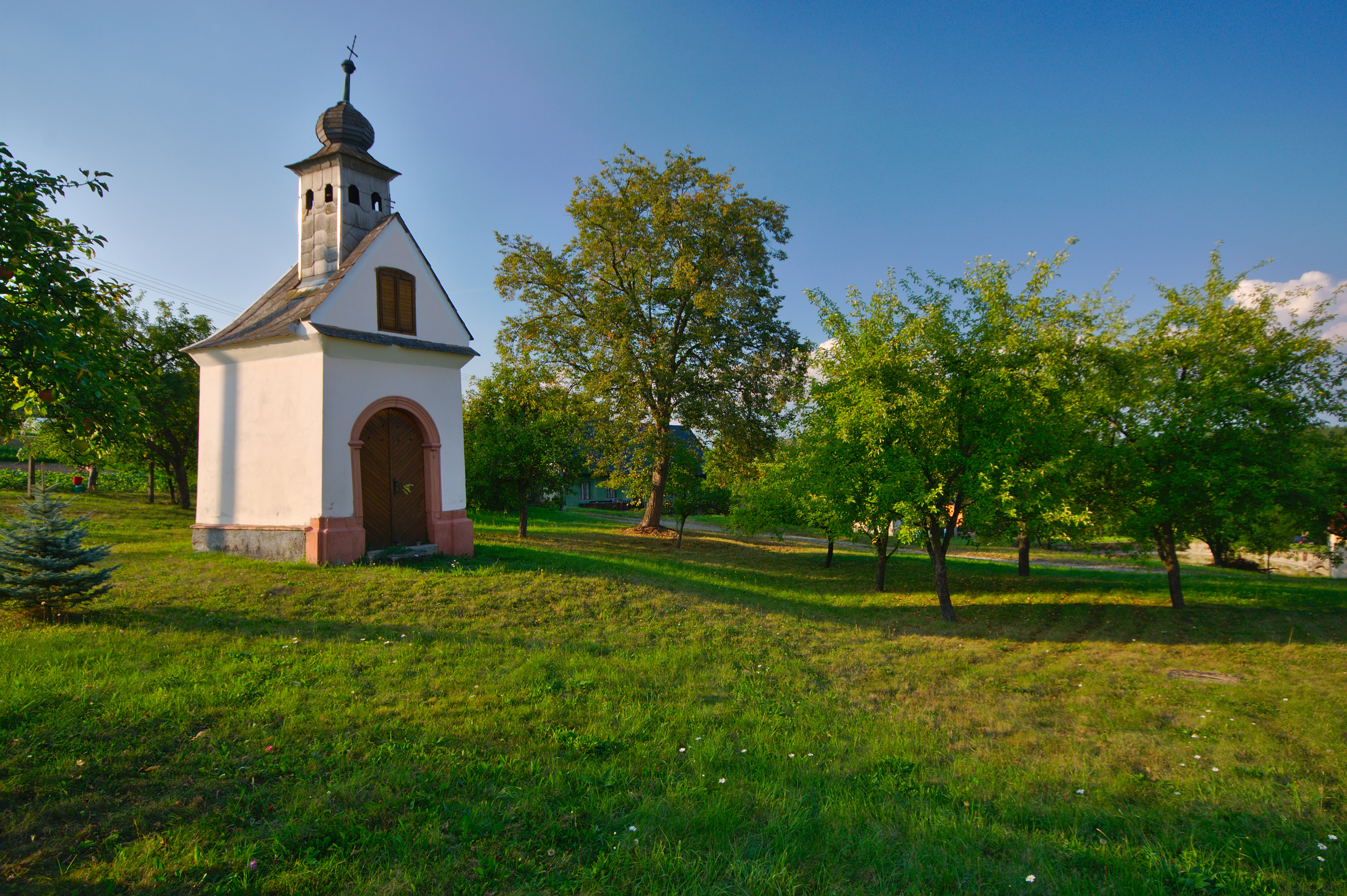
Kaple na návsi
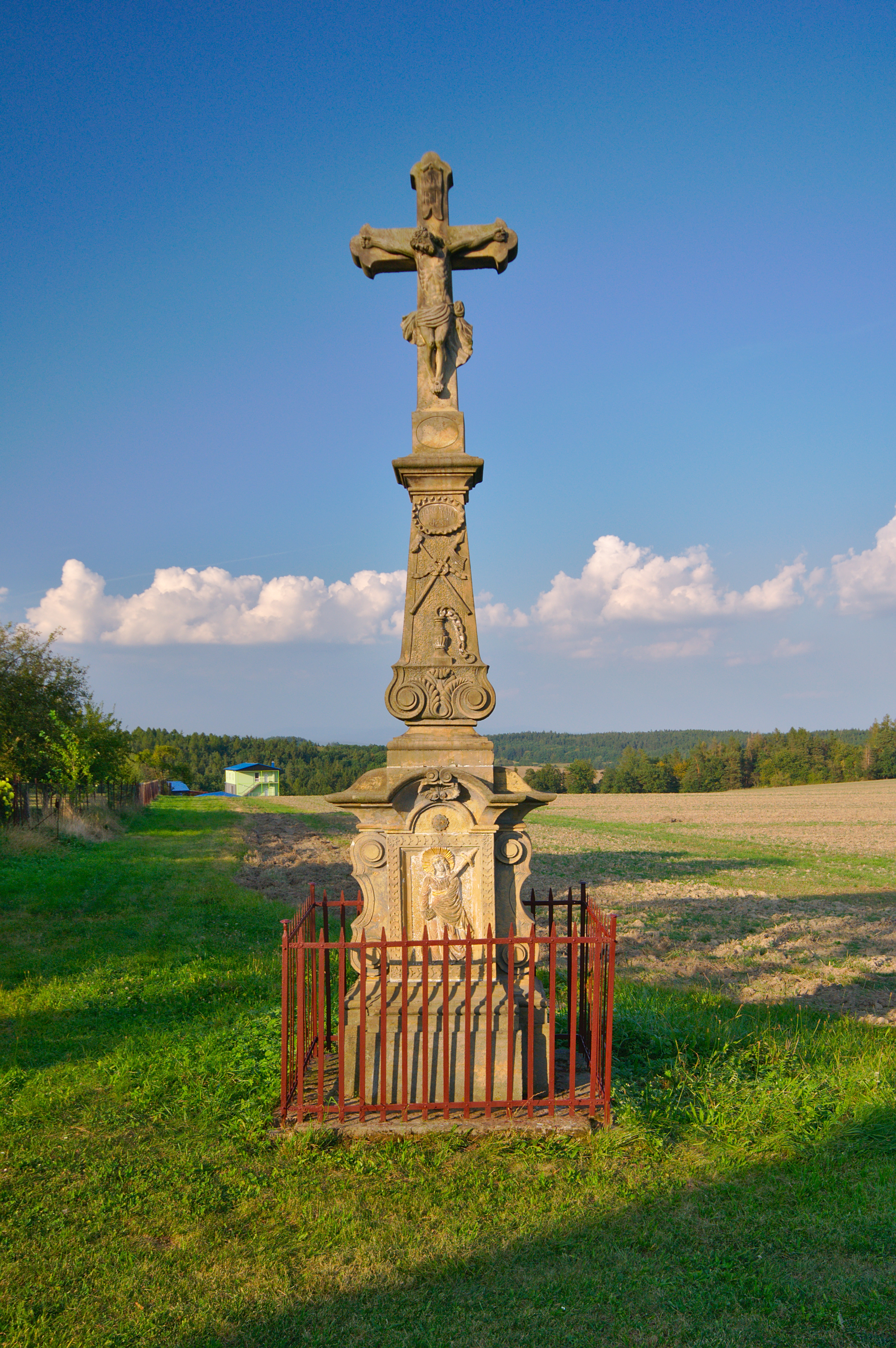
Kříž v jižní části obce
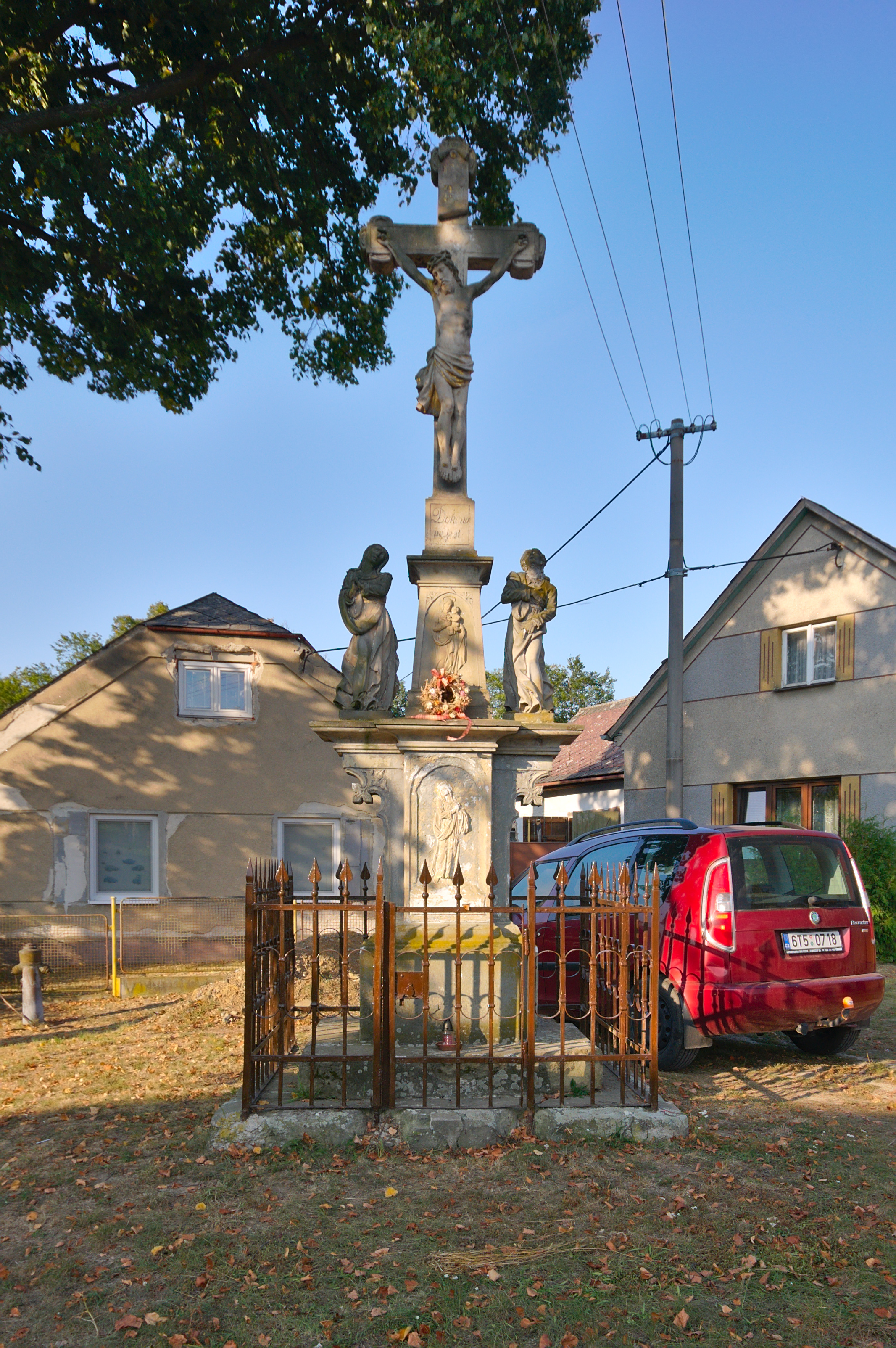
Kříž v severní části obce
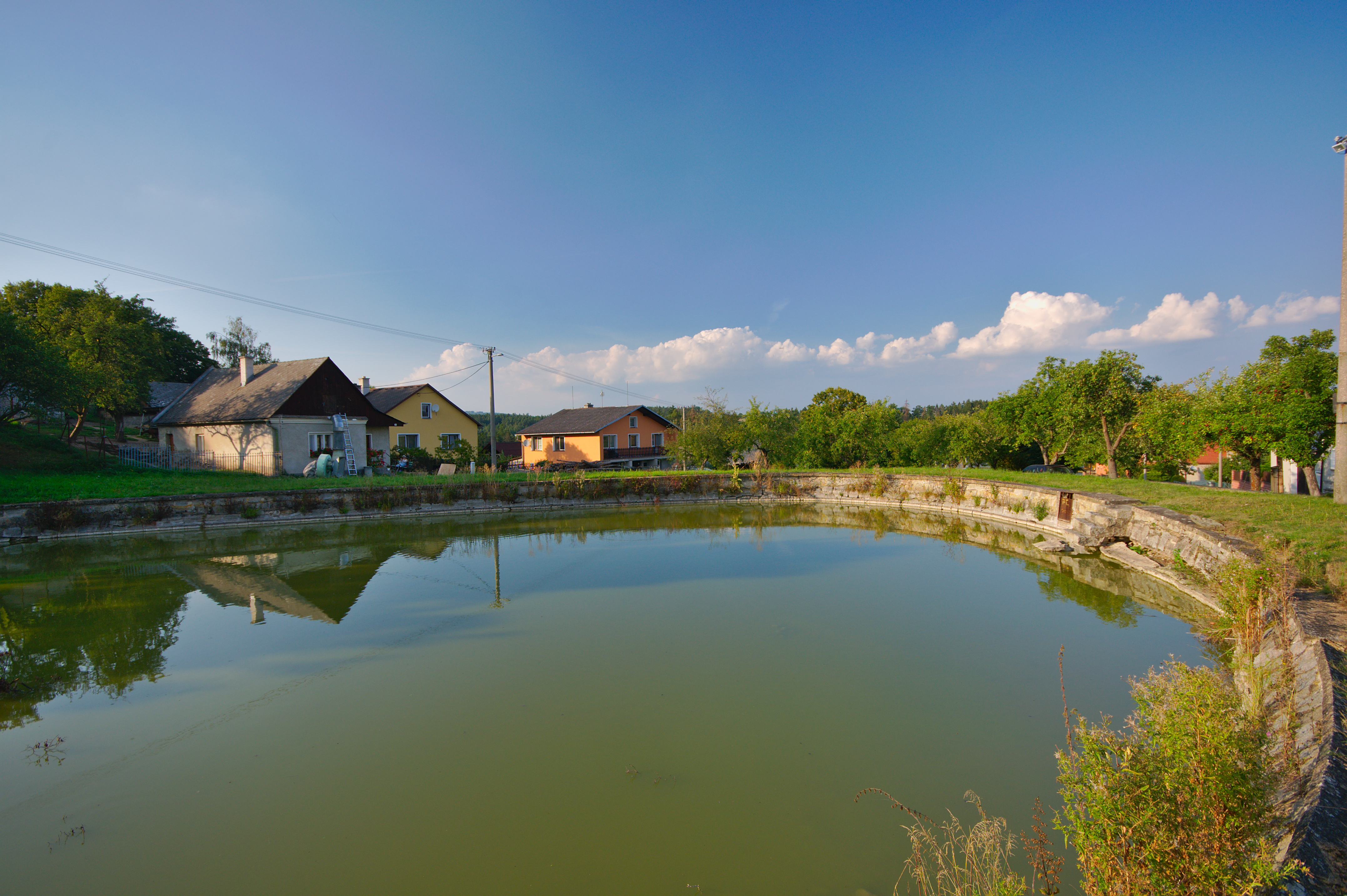
Rybník na návsi
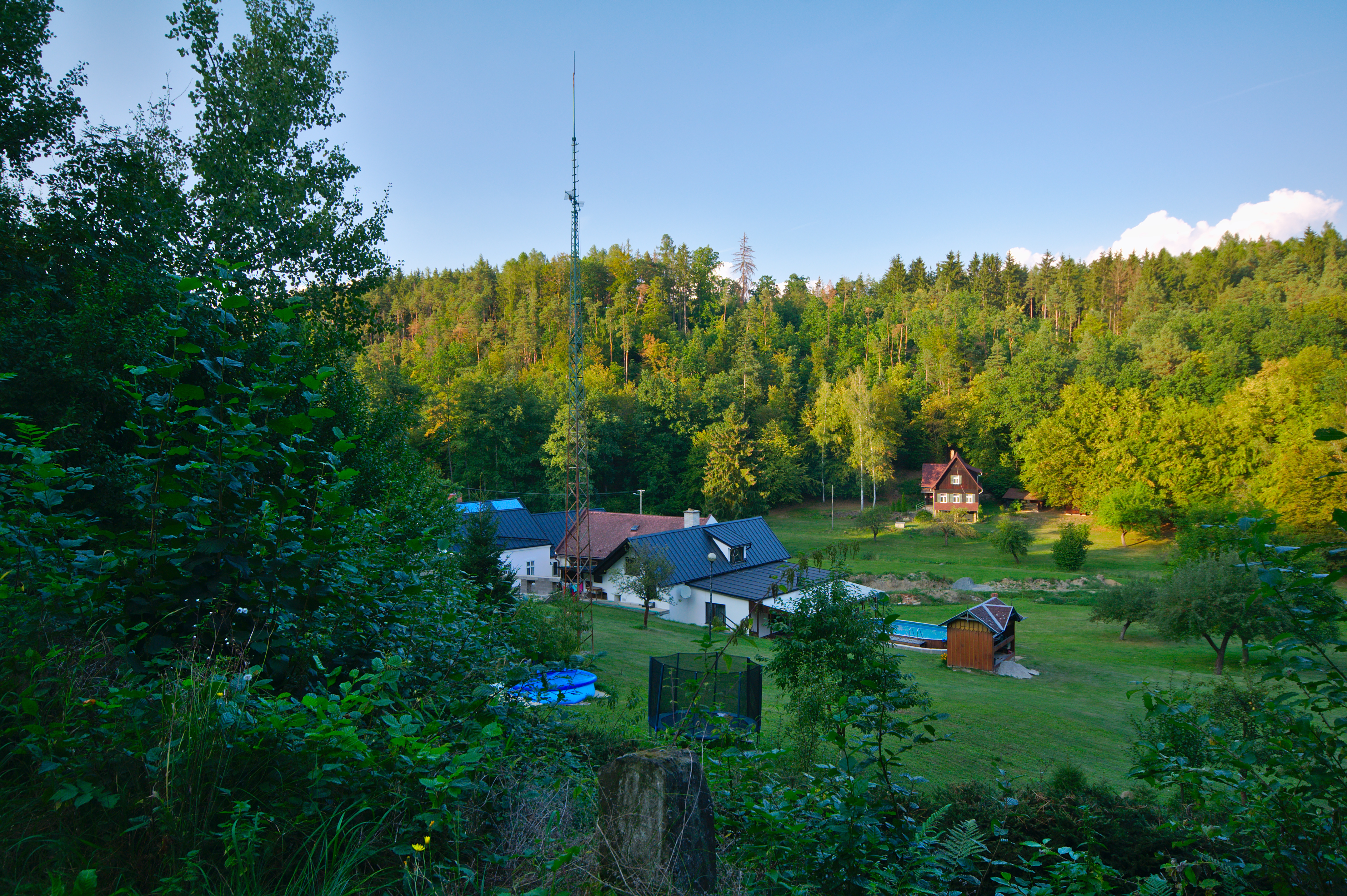
Radnický Mlýn